# Terry Leyden
Terry Leyden (né le 1er octobre 1945) est un homme politique irlandais du Fianna Fáil qui est sénateur (élu au sein du Panel travailliste) de septembre 2002 à mars 2020, et auparavant en décembre 1992 (après avoir été nommé par le Taoiseach). Il est Teachta Dála (TD) de 1977 à 1992, et ministre d'État de mars à décembre 1982 et de 1987 à 1992.

## Carrière
Il est élu au conseil du comté de Roscommon en 1974, puis réélu en 1979 et 1985. Leyden est élu au Dáil Éireann dès sa première tentative, lors des élections générales de 1977, comme député de la circonscription de Roscommon-Leitrim. Il est réélu dans la nouvelle circonscription de Roscommon aux élections générales de 1981 et réélu quatre fois avant de perdre son siège aux élections générales de 1992 dans la nouvelle circonscription de Longford-Roscommon.
De mars à décembre 1982, il est ministre d'État au ministère des Transports et ministre d'État au ministère des Postes et Télégraphes. Il est ensuite ministre d'État au ministère de la Santé de 1987 à 1989 et ministre d'État au ministère de l'Industrie et du Commerce de 1989 à 1992.
Après sa défaite au Dáil, il siège très brièvement au 19e Seanad, après avoir été nommé par le Taoiseach Albert Reynolds le 2 décembre 1992. Après la dernière séance du 19e Seanad le 17 décembre 1992, il se présente sans succès aux élections de 1993 du Seanad Éireann au sein du Panel de l'administration, et échoue de nouveau en 1997 lors de sa candidature au Panel de l'industrie et du commerce.
Leyden est réélu au conseil du comté de Roscommon en 1999, poste qu'il occupe jusqu'à la fin du double mandat en 2003 – car à cette époque il est également sénateur. Leyden est également membre du Western Health Board de 1992 à 2002 et président de 2001 à 2002.
Il est élu au 22e Seanad pour le Panel du travail en septembre 2002 et réélu en 2007, 2011 et 2016. Il est le porte-parole du Fianna Fáil Seanad pour l'enfance et les affaires européennes. Il est ensuite le porte-parole du Fianna Fáil au Seanad pour les communications, le changement climatique et les ressources naturelles. Il prend sa retraite de la politique lors des élections du Seanad de 2020.